# بلدية أبو ظبي
أنشأت بلدية أبوظبي  عام 1966 في عهد زايد بن سلطان آل نهيان 

## منجزات الدائرة

### مجال الزراعة والغابات والإرشاد الزراعي
كزراعة المسطحات الخضراء وإنشاء الحدائق العامة والمنتزهات إلى تجميل الشوارع وتوزيع الشتلات على المقيمين تشجيعاً على نشر اللون الأخضر بالإضافة للمزارع الإنتاجية التي وزعت على المواطنين وحفر الآبار وإنشاء الخزانات لتوفير مياه الري. وقد حقق قسم الغابات إنجازات تتمثل بزراعة "220.000" هكتار تتضمن مشاريع الغابات والأحزمة الخضراء وجوانب الطرق بدءً من تسوية الأرض وتمهيدها وتسويرها ومدها بشبكة الري اللازمة وربط تلك الشبكة بخزانات المياه. كما وتقوم إدارة الإرشاد والتسويق الزراعي بوضع برامج التوعية الزراعية لإرشاد المزارعين لتعريفهم بأفضل الطرق الزراعية وتحسين الإنتاج والرعاية والوقاية ومقاومة الآفات والحشرات الزراعية بالإضافة إلى تقديم مستلزمات الإنتاج بالمجان أو بأسعار رمزية لتشجيع المواطنين على الزراعة وزيادة الإنتاج بالإضافة إلى تنظيم عمليات تسويق المحاصيل المنتجة لبيعها في مراكز التسويق الزراعي.

### مجال الطرق والجسور والأنفاق
نفذ قسم الطرق بالدائرة شبكة من الطرق والجسور والأنفاق وسخر لها كافة الإمكانيات الفنية والعلمية والمادية لتتميز لمواجهة على مشكلة الازدحام ساعات الذروة.

### مجال الصحة العامة
أنشأت البلدية  أكثر من "55" مركزاً صحياً لكل منها مهامه واختصاصاته لتوفير الصحة والسلامة في أماكن تواجدها داخل العاصمة وخارجها. ومن أنشطة إدارة الصحة العامة والبيئة العناية بالنظافة العامة والتي تشمل جمع وترحيل النفايات إلى أماكن تصريفها ومكافحة الحشرات والقوارض والحملات التفتيشية على جميع المحلات التي تتداول المواد الغذائية للتأكد من صلاحيتها للاستخدام البشري ومن التزام تلك الجهات بالشروط الصحية للمنتج والعاملين والمباني.

### مجال البنية التحتية والصرف الصحي
تقوم «لجنة مشاريع الصرف الصحي» بتطوير البنية التحتية لخدمات الصرف الصحي والري بإمارة أبوظبي بصورة تفي بالنمو السكاني المطرد. ومع تنفيذ شبكات تجميع مياه الصرف الصحي الذي تزامن مع اكتمال تشييد محطة تنقية مياه الصرف الصحي بالمفرق كما وصاحب ذلك تشغيل نظام إعادة مياه الصرف الصحي المعالجة إلى مدينة أبوظبي  ليعاد استخدامها في الري وتوسيع رقعة المساحات الخضراء جري توسيع محطة تنقية مياه الصرف الصحي بالمفرق لتخدم ما يزيد عن 900.000 نسمة.

### خدمات الرخص والأسواق التجارية
تقوم دائرة البلدية بإصدار وتجديد الرخص التجارية والصناعية والمهنية دعماً للاقتصاد الوطني بالإضافة إلى إنشاء الأسواق التجارية في المناطق المختلفة خاصة أماكن التجمعات السكانية.

### الأراضي والمزارع والمساكن الشعبية
تقوم دائرة البلدية وبتوجيهات من رئيس الدولة وولي عهده بتخصيص وتوزيع الأراضي الزراعية (مزارع) والتجارية والصناعية وأيضا المساكن الشعبية على المواطنين.

## إستثمارات البلدية

### مصنع أبوظبي للسماد
تم إنشاءه لتوفير بيئة خالية من الملوثات ومعالجة النفايات التي تعد الخطر الأول الذي يهدد سلامة البيئة من خلال معالجة مخلفات المدينة والمخلفات الخضراء وتحويلها إلى أسمدة غنية بالمادة العضوية والعناصر الغذائية اللازمة لنمو النبات، كما ويقوم المصنع بمعالجة مخلفات التسويق الزراعي من الخضروات والمحاصيل الزراعية.

### مصنع المرفأ لتعليب الخضروات والفواكه والتمور
يقوم مصنع المرفأ بتوفير مستلزمات الأسواق المحلية من الخضروات المعلبة والمكيسة وكذلك تعبئة التمور عن طريق استيعاب فائض الإنتاج من مزارع المواطنين بدلاً من هدرها مما يساهم في دعم الاقتصاد الوطني.
وقد قامت دائرة الشؤون البلدية بالتنسيق والتعاون مع مختلف الهيئات والمنظمات الدولية والإقليمية في كافة المجالات المتعلقة بأنشطة البلدية المختلفة.

## جوائز
- حصلت بلدية أبوظبي على ثلاث جوائز عالمية ضمن المسابقة العالمية للممارسات في نيوزيلندا حيث فاز مشروع نور أبوظبي (المرحلة الأولى والثانية) ضمن فئة جائزة إدارة الأصول، كما حصل المشروع على تصنيف 7 نجوم ضمن فئة أفضل الممارسات الدولية وحصلت منظومة الابتكار في البلدية على تصنيف 5 نجوم ضمن فئة منظمات الابتكار.[8]
- جائزة Ostar العالمية للأعمال المتميزة ضمن فئة أفضل المشاريع للعام 2023.[9]
- جائزتين من جوائز "الاستدامة للمناظر الطبيعية في الشرق الأوسط 2023"[10]
- جائزة (تمويل المشروع والاقتصاد) لعام 2021 ضمن جوائز انجازات الطرق العالمية IRF والمقدمة من قبل الاتحاد الدولي للطرق وذلك تقديراً لمشروع إنارة الطرقات بنظام LED الموفر للطاقة.[11]